# Peter Rost
Peter Rost (n. 29 iunie 1951, Leipzig, RDG) este un handbalist, medaliat olimpic. A participat la o ediție a Jocurilor Olimpice (1980) în care a câștigat o medalie de aur.

## Participări
Lista de mai jos prezintă principalele competiții la care a participat Peter Rost de-a lungul carierei.
- handball at the 1980 Summer Olympics – men's tournament[*]